# Sint-Antonius van Paduakerk (Vorst)

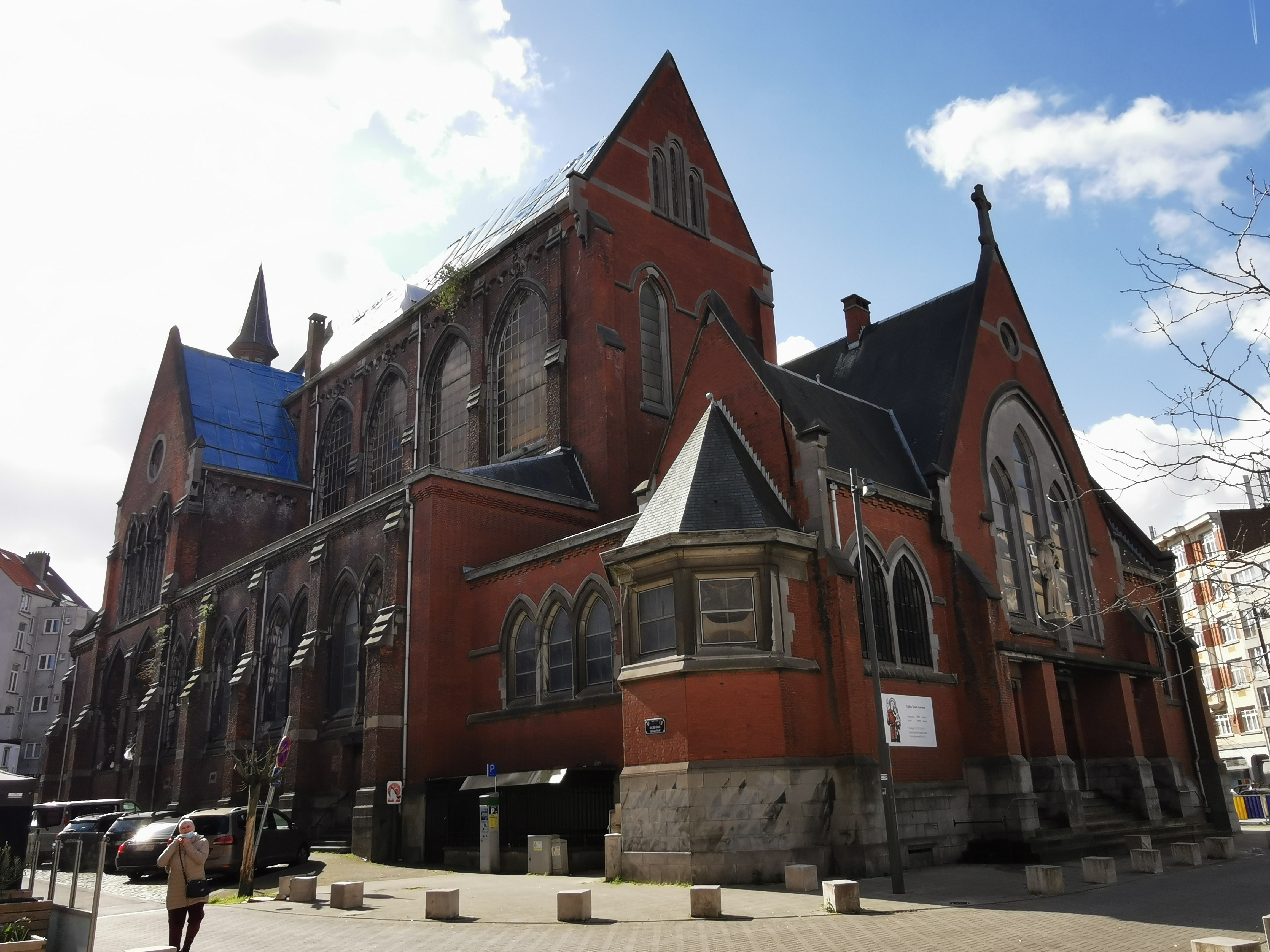
Buitenaanzicht

De Sint-Antonius van Paduakerk (Frans: Église Saint-Antoine de Padoue) is een kerkgebouw in de Belgische gemeente Vorst in het Brussels Hoofdstedelijk Gewest. De kerk staat aan de Paduastraat en het Sint-Antoniusvoorplein in het noorden van de gemeente Vorst.
De kerk is gewijd aan Antonius van Padua.

## Geschiedenis
Vanwege de verstedelijking van de Brusselse omgeving werd in 1897 de Sint-Antonius-van-Paduaparochie opgericht. De keuze van het patrocinium was ingegeven door een Antoniuskapel die sinds het midden van de 19e eeuw bestond aan het Dudenpark en waaromtrent een jaarlijkse processie was ontstaan om het vee te zegenen. 
De gemeente Vorst toonde zich bereid een deel van de kosten te dragen en maakte de kerk tot het middelpunt van een nieuw aangelegde wijk. Landmeter Philippe Cattoir tekende het voorplein uit en de omliggende straten (1899). Het ontwerp werd toevertrouwd aan ingenieur Henry Vaes en architect Paul Saintenoy (1902). Hun neogotische plannen werden vanaf 1907 gerealiseerd, maar niet volledig: door geldgebrek werden alleen het koor en vier traveeën van het schip afgewerkt, waarna een voorlopige westgevel werd geplaatst aan het Sint-Antoniusvoorplein. Deze situatie bleef bestaan tot in 1949-1953 een nieuwe bouwfase aanbrak dankzij geld van de naburige drankenproducent Cinzano. In plaats van de bestaande kerk door te trekken, plaatste architect De Bauwer een lagere aanbouw dwars op het schip, met een puntgevel om de hoofdingang te markeren.
In 2022 werd aangekondigd dat een deel van de kerk zou worden gedesacraliseerd om een klimzone in te richten. Dankzij de hoge middenbeuk is er ruimte voor een wand van 4,5 m voor boulderen, een 15 m hoge klimmuur en een wand van 20 m voor lead. Het koorgedeelte blijft behouden voor de eredienst.

## Gebouw
Het georiënteerde bakstenen kerkgebouw bestaat uit een relatief lang toegangsportaal, een driebeukig schip met vier traveeën in basilicale opstand, een transept en een recht gesloten koor. De gewelven zijn in rode baksteen.
Onder het noordwestelijk gedeelte bevinden zich ruime kelders die gebruikt werden door Cinzano voor stockage.